# Épandage
 (juillet 2023).
L'épandage est une technique agricole consistant à répandre divers produits sur des zones cultivées, forêts, voies ferrées, marais (désherbage, démoustication, etc.).

## Typologie des produits épandus
Ces produits peuvent être :

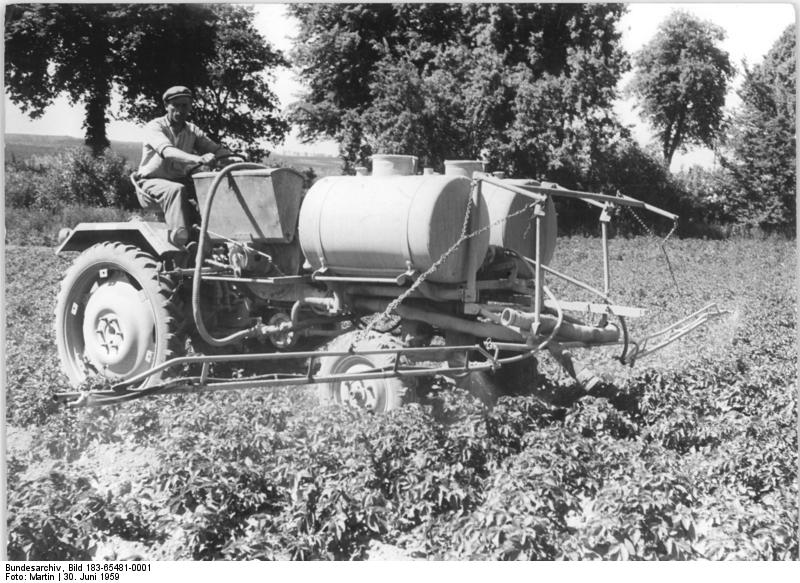
Épandage de pesticides contre le doryphore, Allemagne, 1959.

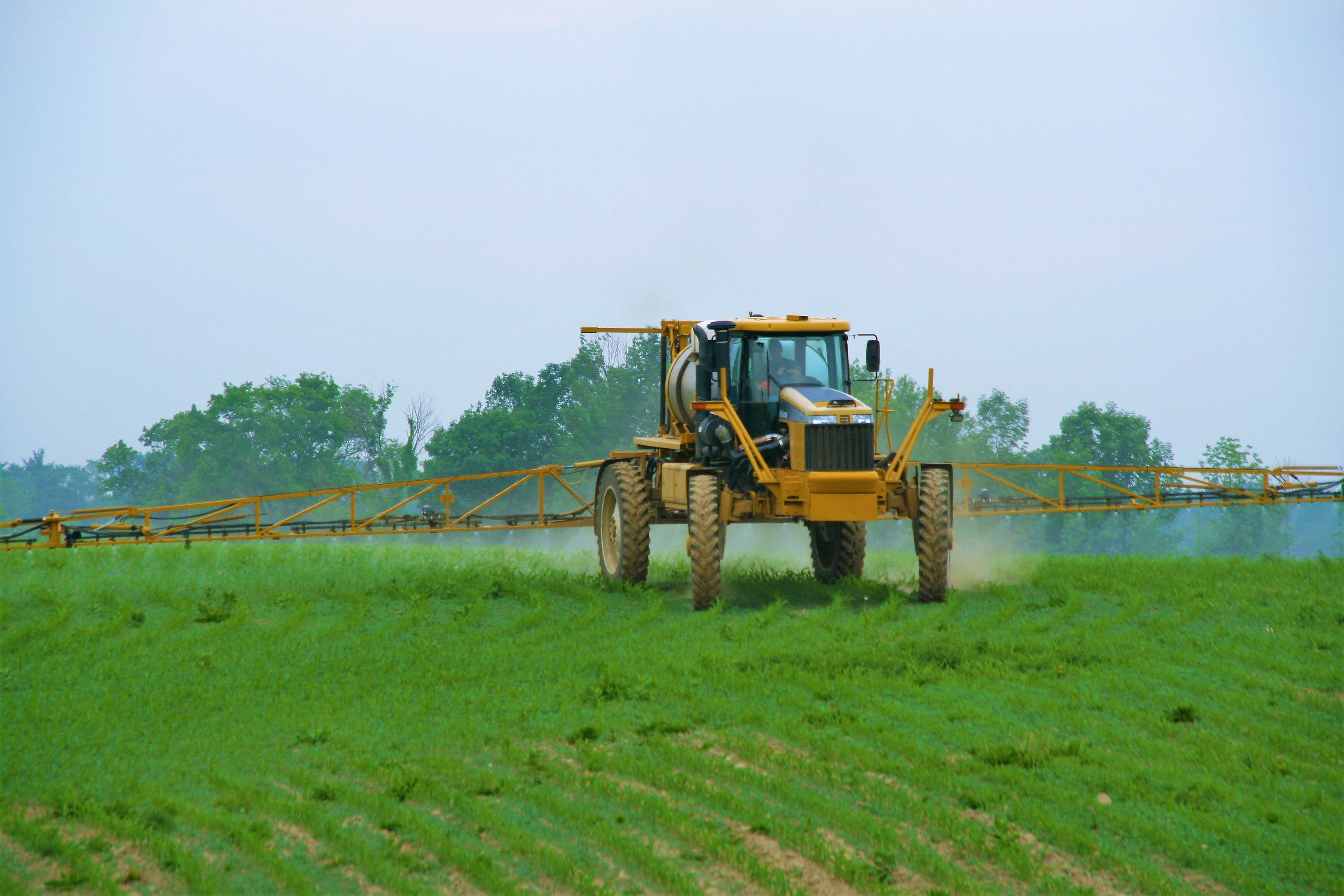
Épandage de pesticide.

- des biocides pesticides (herbicides, fongicides, des pesticides…) ;
- des engrais chimiques (nitrates, phosphates, potassium, chaux, mélanges…) ;
- des engrais naturels, comme des excréments animaux (fumier, lisier, compost…) ;
- des boues d'épuration urbaines ;
- des effluents liquides (urbains, industriels) ;
- des boues d'origine industrielle.

## Épandage aérien

### En France

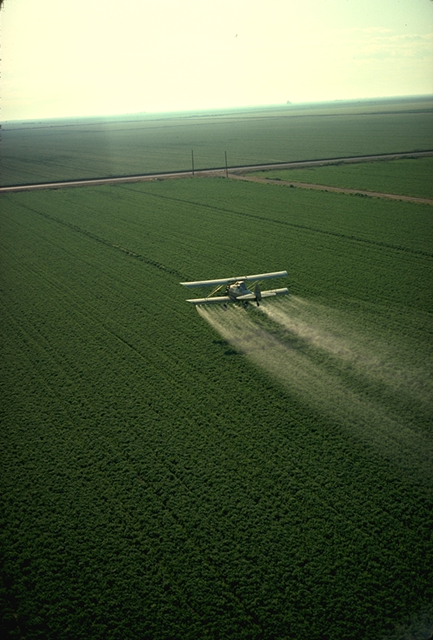
Épandage aérien de pesticides. Ce mode d'épandage est celui qui est le plus susceptible de polluer l'air. Il est peu utilisé en Europe, mais fréquent aux États-Unis.

Il n'est autorisé que si on a démontré qu'il présentait « des avantages manifestes pour la santé ou pour l'environnement dûment justifiés par rapport à l'utilisation de matériels de pulvérisation terrestres ».
Toute autorisation doit être publiée sur le site internet de la préfecture du département concerné, avec précision de la zone concernée (ex. : voie TGV) « à l'échelle de la commune, les cultures, les types de produits phytopharmaceutiques utilisés (fongicides, insecticides, nématicides, désherbants), les périodes envisagées de traitement ». Sans préjudice d'autres obligations, l'opérateur doit au moins préserver « une distance minimale de sécurité de 50 mètres vis-à-vis des habitations et jardins ; des bâtiments et parcs où des animaux sont présents ; des parcs d'élevage de gibier, parcs nationaux, ainsi que les réserves naturelles au titre respectivement des articles L. 331-1 à L. 331-25 et L. 332-1 à L. 332-27 du code de l'environnement », de même pour les points d'eau consommable par l'homme et les animaux, périmètres de protection immédiate des captages (pris en application de l'article L. 1321-2 du code de la santé publique), bassins de pisciculture, conchyliculture, aquaculture et marais salants, littoral des communes visées à l'article L. 321-2 du code de l'environnement, cours d'eau, canaux de navigation, d'irrigation et de drainage, lacs et étangs d'eau douce ou saumâtre. « Les dérogations prévues à l'article 13 de l'arrêté du 12 septembre 2006 relatif à la mise sur le marché et à l'utilisation des produits visés à l'article L. 253-1 du code rural et de la pêche maritime s'appliquent dans le cadre de l'épandage aérien. » Avant la pulvérisation, le « donneur d'ordre » doit « porter au préalable à la connaissance du public la réalisation d'un épandage aérien au plus tard 48 heures avant le traitement », et il doit notamment informer les mairies concernées et demander l'affichage en mairie des informations obligatoires (cf. décret). Il doit aussi baliser le chantier, par voie d'affichage sur les voies d'accès à la zone traitée et informer les syndicats apicoles concernés par la zone à traiter de manière que ces derniers soient informés au plus tard 48 heures avant l'opération de traitement. Toute dérogation doit parvenir aux services concernés au moins 10 jours ouvrés avant la date prévue du traitement aérien (sauf « urgence dûment justifiée par le demandeur » et « sous réserve que les conditions mentionnées à l'article L. 253-8 du code rural et de la pêche maritime soient remplies »). Faute d'évaluation spécifique, l'épandage aérien de produits classés « toxique » et « très toxique », et/ou comportant l'une des phrases de risque : « R 45 », « R 46 », « R 49 », « R 60 » et « R 61 », est interdite en 2011. 
Outre l'agrément agrément professionnel « classique » (DAPA, agrément « distributeur et applicateur de produits anti-parasitaires, valable 5 ans »), l'épandeur doit disposer des brevets et licences « vols rasants » imposés par la Direction générale de l'Aviation civile.
En 2012, En plus des autorisations annuelles, huit dérogations ont été données. D'après le ministère de l'Agriculture il y a eu diminution de 70 % des épandages en 4 ans (181 000 ha en 2008 et 54 500 en 2012). Les cultures traitées sont surtout le riz (50 % de la SAU en Camargue), les bananeraies (80 % de la SAU aux Antilles françaises) et moindrement la vigne (0,3 % de la SAU) et le maïs (0,07 % de la SAU) ou la forêt (traitement de châtaignier et autres feuillus avant 2012).
Mi-2013, (1er août au 21 août), un projet de nouvel arrêté précisant les conditions de délivrance des dérogations a été mis en consultation.
En 2014, le nouvel arrêté interministériel a été publié et abroge les dispositions antérieures. Il « renforce les dispositions visant à une meilleure protection de l'environnement et des populations (…) dans une optique de développement de méthodes alternatives et de réduction du recours au traitement aérien » (lutte intégrée) selon le ministère de l'Agriculture. Il acte l'engagement du gouvernement annoncé le 26 mai 2014 par Ségolène Royal (ministre de l'Écologie) qui devait signer « dans les meilleurs délais » avec les ministres de la Santé et de l'Agriculture un arrêté interdisant l'épandage aérien de pesticides pour l'ensemble des cultures qui pouvaient encore bénéficier d'une dérogation « sans délai pour le maïs doux, maïs pop-corn et bananes » et dans les 18 mois pour le riz et certains vignobles et des cultures spécifiques demandant un temps d’adaptation. L'annexe I de l'arrêté liste les organismes nuisibles aux cultures pouvant justifier une dérogation temporaire (hors cas d'urgence) ; maïs doux, maïs pop-corn et bananes n'en font plus partie. Les dernières dérogations possibles, temporaire avant le 31 mars 2015 ne pourront concerner que le riz et le raisin « de manière strictement encadrée et pour quelques mois ». Selon Royal, les grandes bananeraies de Martinique seront les premières au monde (non-bio) à cesser cette pratique d'épandage aérien. La demande doit être (hors cas d'urgence) justifiée par l'état végétatif et la hauteur des végétaux à traiter, la pente ou le dévers des champs concernés, des problèmes de portance des sols ou « les avantages manifestes pour la santé et l'environnement par rapport à une application terrestre » ; le donneur d'ordre doit « au plus tard 72 heures avant le traitement » informer les maires concernées et demander un affichage de l'autorisation en mairie.

### En Europe
Il fait en Europe et en France l’objet de réglementations. Depuis le 26 novembre 2011, tous pesticides utilisés en épandage aérien doivent avoir fait l'objet d'une évaluation spécifique à cet usage.

### Ailleurs
Pour des raisons de santé publique, il est interdit dans de nombreux pays, mais souvent possibles avec dérogation pour des cas particuliers (démoustication…). C'est un moyen de protection des végétaux par d'aéronefs (en France tels que définis à l'article L. 6100-1 du code des transports).
Des risques importants de dérive de produits sous forme d'aérosols ou de gouttelettes existent sauf si des mesures spécifiques (alourdisseur, buses anti-dérive, etc.) sont prises. On réserve donc les épandages à des zones peu accessibles ou de faible portance (Ex. : marais à démoustiquer) et/ou à des végétaux assez hauts (produits tropicaux), avec des conditions de météorologie, de topographie (pentes/ruissellement), pédologiques, quand il y a urgence (espèce envahissante et à risques) ou pour des surfaces trop importantes pour permettre l'utilisation de matériels terrestres.
Il est plus fréquemment utilisé en Amérique du Nord, sur de grandes exploitations.

## Épandage de fertilisants

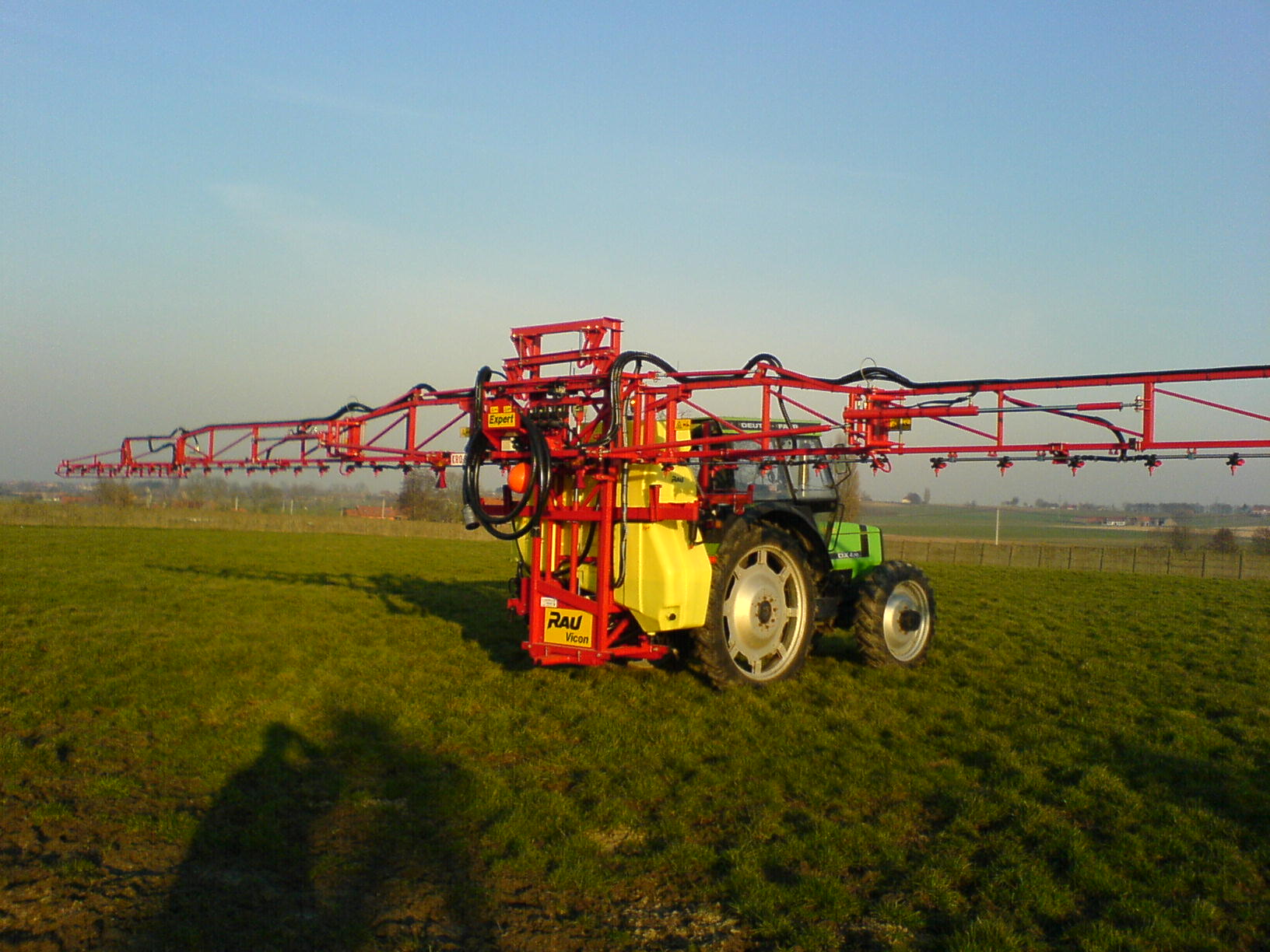
Épandeur de liquides.
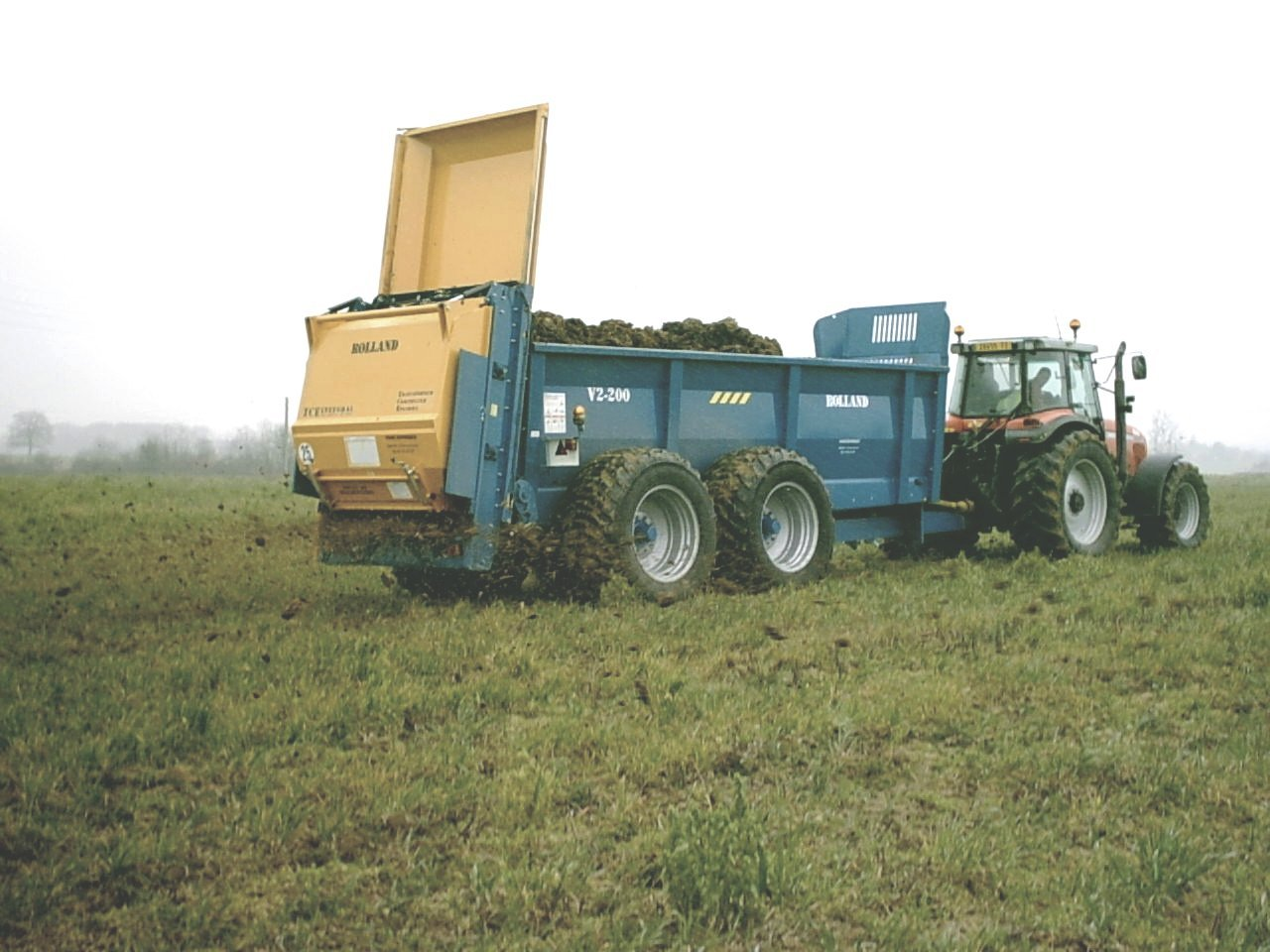
Épandeur de fumier.
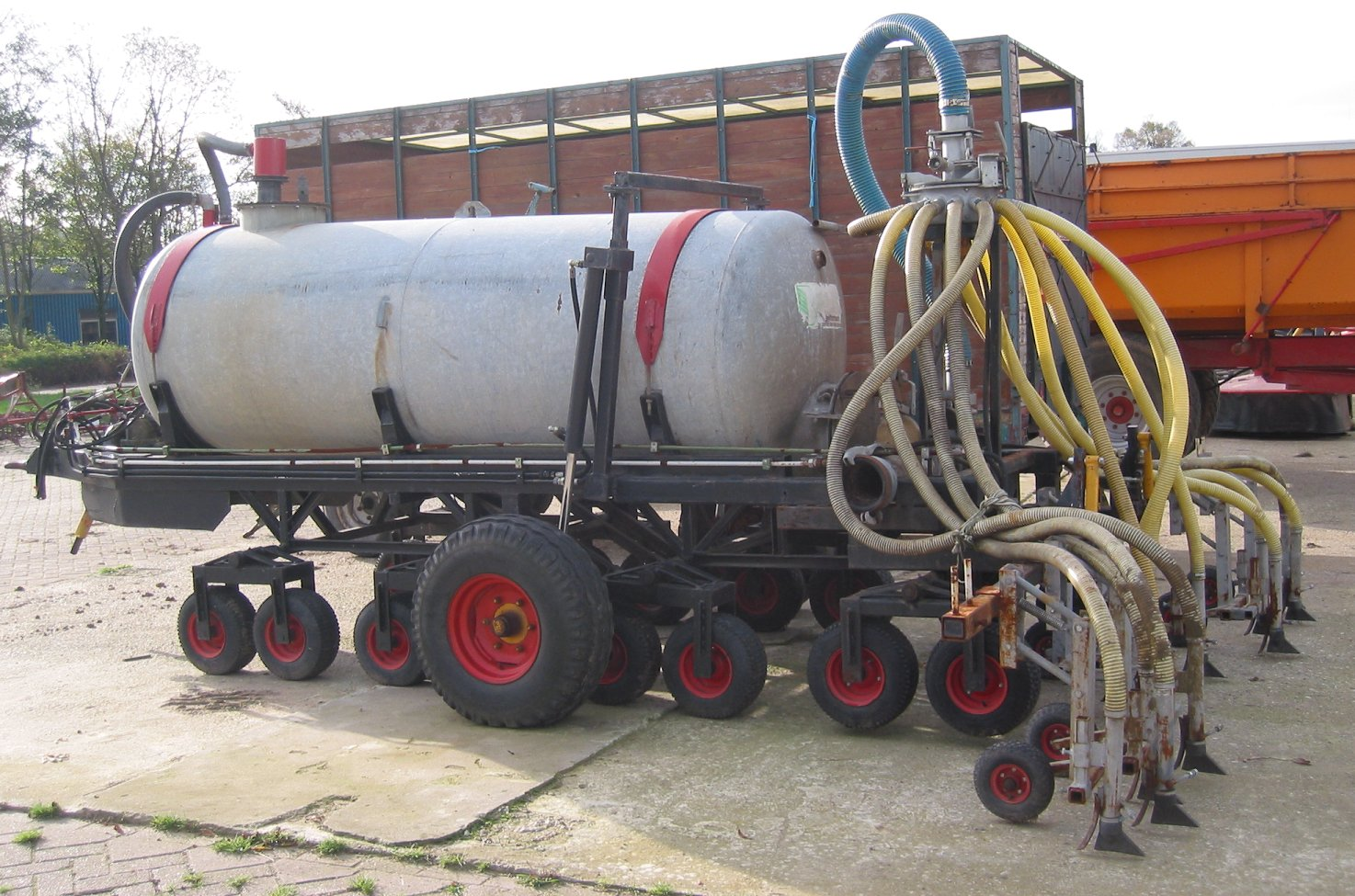
Pompe servant à fertiliser les sols avec des sous-produits de l'élevage (purin)
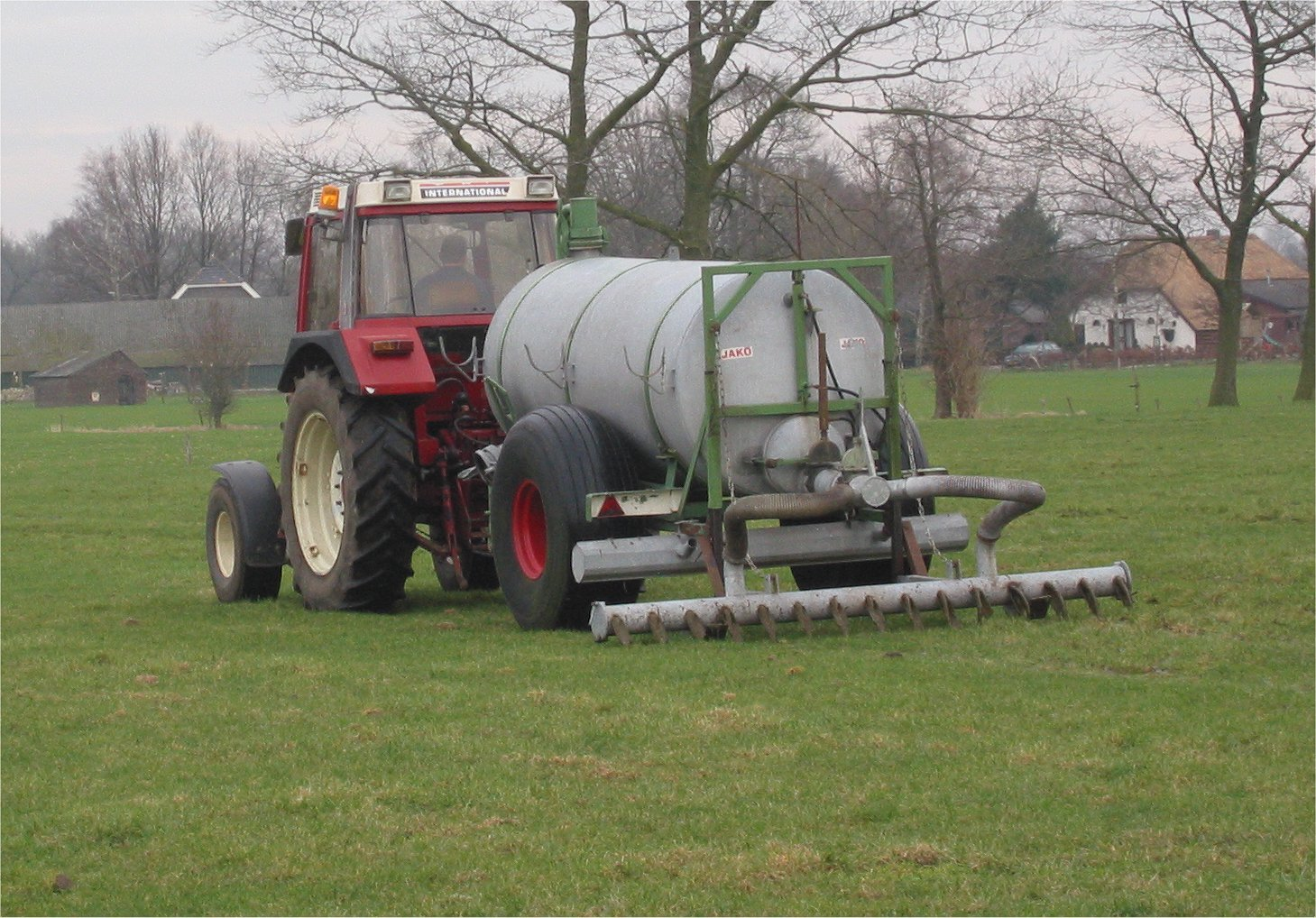
Tonne à lisier avec enfouisseur à patins
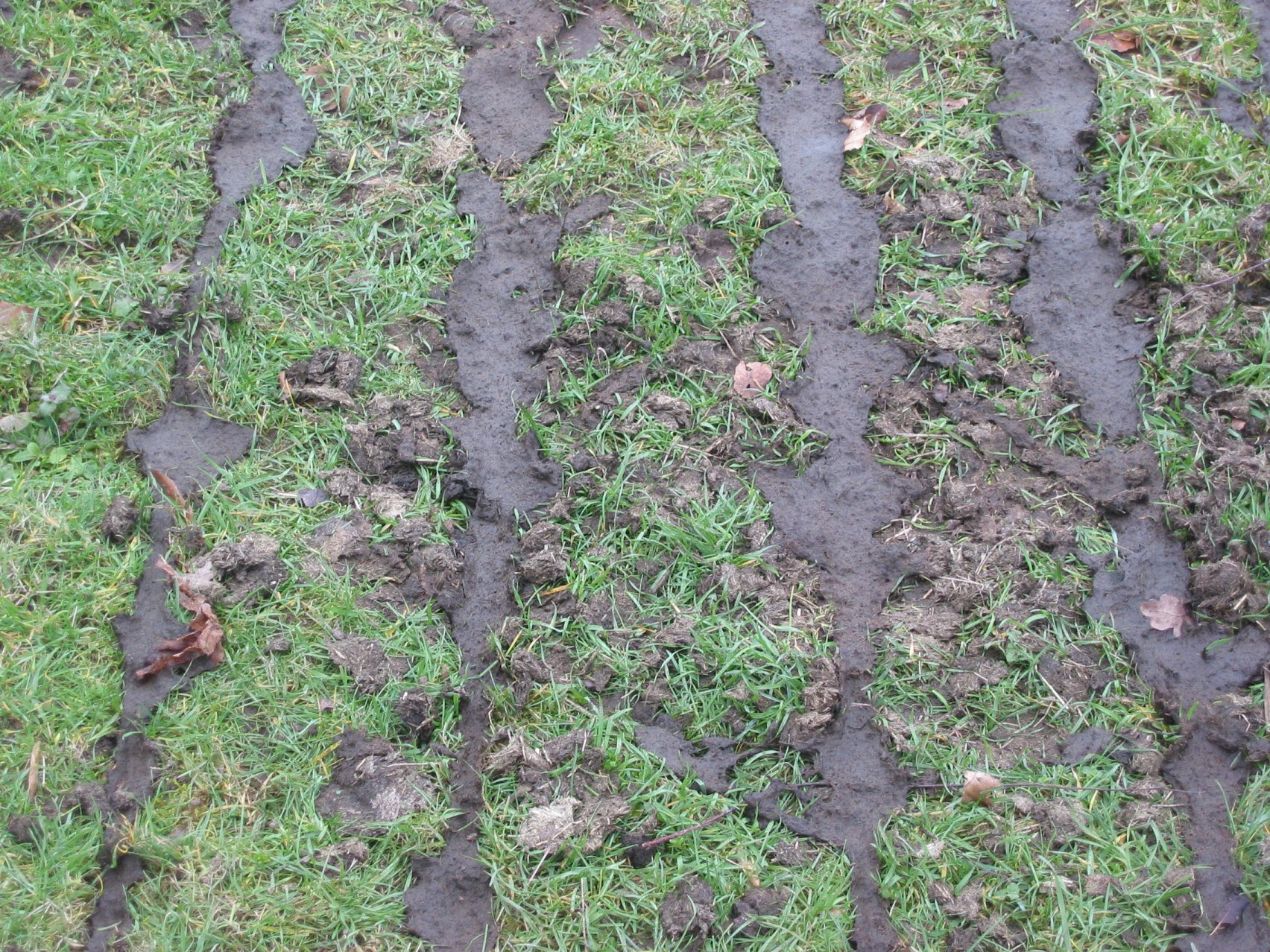
Tracés en résultant.

## Épandage de boues
L'épandage de boues liquides, issues de station d'épuration petite à moyenne, est effectué à l'aide d'une tonne à lisier. Les boues pâteuses sont épandues à l'aide d'épandeurs (type épandeur à fumier par exemple).
L'épandage comprend :
- la filière liquide ;
- la filière solide et pâteuse ;
- la filière compostage.

### Prescriptions techniques
Les prescriptions techniques applicables aux épandages sur les sols agricoles des boues issues du traitement des eaux usées sont fixées par l'arrêté du 8 janvier 1998, signé par Dominique Voynet, alors ministre de l'environnement (l'épandage des effluents ou des boues d'origine industrielle et issus d'installations classées pour la protection de l'environnement (ICPE) est encadré par l'arrêté du 2 février 1998).
Des plans d'épandage sont établis et des règles précises sont fixées pour la qualité des boues dont :
- des taux maximaux pour les éléments traces métalliques (ETM) ;
- des taux maximaux pour les composés traces organiques (CTO) ;
- preuve de l’innocuité sur les sols ;
- interdiction d’épandage à moins de 100 mètres des habitations et à moins de 35 mètres des puits, cours d’eau ou forages ;
- interdiction d’épandage sur sols détrempés ou inondés ;
- valeur limite de 3 kg de matière sèche par mètre carré en 10 ans ou à 30 tonnes de matière sèche par ha en 10 ans.

### Traitement des eaux résiduaires urbaines
En France en 2004, le traitement des eaux résiduaires urbaines a généré plus de 900 000 tonnes par an de matière sèche (50 grammes de matière sèche par jour et par habitant) issue des boues d'épuration. Entre 55 et 60 % d'entre elles sont épandues en agriculture, tandis que 20 à 25 % sont mises en décharge et 15 à 20 % sont incinérées. Cependant en raison de l’accroissement démographique, de la croissance du parc des stations d’épuration (step) et de l’amélioration du rendement d’épuration, la production de produits résiduaires ne cesse d’augmenter, alors que les filières de recyclage et d’élimination diminuent. La surface agricole utile concernée par les épandages de boues d'épuration ou de boues industrielles est très faible (moins de 5 % de la SAU).
La filière épandage reste le débouché le plus pertinent d'un point de vue environnemental (apports d'engrais naturels se substituant aux engrais du commerce et de matière organique nécessaire à l'entretien des sols) et économique (coûts d'épandage plus faibles que l'incinération ou le stockage ("mise en décharge").

### Expérimentation d'épandage sur parcelles boisées
Une autre possibilité est l’épandage sur parcelles boisées. Il concernerait principalement les peuplements forestiers en gestion intensive (plantations de résineux ou de feuillus, taillis pour la production de biomasse). Depuis 1998 ces épandages sont effectués à titre expérimental et après autorisation préfectorale dans le cadre du réseau national ERESFOR avec la participation de l'ADEME.
La forêt communale d'Ychoux, à environ 60 km de Bordeaux, en pleine forêt landaise abrite l'un des « sites-ateliers » étudiés par l'INRA. Des pins maritimes plantés en 1992 émergent d'un sous-bois de bruyères, ajoncs et molinie bleue. Les chercheurs étudient depuis 1999 les effets à moyen et long terme d'épandages réguliers de faibles quantités (3 tonnes de matière sèche par hectare et par an) de 4 types de boues (boues liquides, pâteuses, chaulées et compostées).
Au bout de 3 ans, ils observent qu'avec les boues liquides la croissance des arbres augmente de 16 %. Cette croissance est vraisemblablement due à l'amélioration de la nutrition minérale, surtout phosphatée, mise en évidence en analysant les aiguilles de pin. Mais l'effet le plus spectaculaire est visible sur le sous-bois, avec une augmentation de biomasse de 300 % avec les boues liquides, 150 % avec le compost.
Pour les deux autres types de boues, aucun résultat significatif n'a encore été obtenu.